# Igor Yevgenyevich Tamm
Igor Yevgenyevich Tamm (tiếng Nga: Игорь Евгеньевич Тамм) (1895-1971) là nhà vật lý người Nga có quốc tịch Liên Xô. Ông cùng với Pavel Alekseyevich Cherenkov và Ilya Mikhailovich Frank chia sẻ Giải Nobel Vật lý năm 1958 nhờ việc tìm ra và giải thích hiệu ứng Cherenkov.
Từ đầu năm 1950, ông cùng với Tiến Sĩ Andrei D. Sakharov và nhóm chuyên gia, đã nghiên cứu và thử nghiệm các phản ứng nhiệt hạch tâm có kiểm soát (controlled thermonuclear reaction), rồi sau đó chế tạo các máy phát từ khổng lồ (magnetic generators), nhờ đó đã đạt được một kỷ lục về từ trường mạnh tới 25 triệu gauss. Năm 1949, một nhóm nhà nghiên cứu phát triển bom nguyên tử (4 năm sau Hoa Kỳ) và phát minh ra bom Hydrogen năm 1953.

## Tiểu sử
Igor Yevgenyevich Tamm được sinh ra tại Vladivostok vào ngày 8 tháng 7 năm 1895, ông là con trai của Evgenij Tamm – một kỹ sư và Olga Davydova. Ông tốt nghiệp Đại học Quốc gia Moscow năm 1918, chuyên ngành Vật lý, và ngay lập tức bắt đầu một sự nghiệp học thuật trong các viện nghiên cứu cao hơn. Ông là trợ lý tiến bộ, giảng viên, giảng viên, và giáo sư phụ trách chủ tịch, và ông đã giảng dạy tại Đại học bang Crimea và Moscow, tại Viện Bách khoa và Kỹ thuật – Vật lý, và tại Đại học Cộng sản JM Sverdlov. Tamm đã được trao bằng Tiến sĩ Khoa học Vật lý – Toán học, và ông đã đạt được cấp bậc học thuật của Giáo sư. Từ năm 1934, ông phụ trách bộ phận lý thuyết của Viện Vật lý PN Lebedev thuộc Viện Hàn lâm Khoa học Liên Xô.